# Всероссийский НИИ экономики сельского хозяйства
Всероссийский НИИ экономики сельского хозяйства был создан в 1930 году и является головным учреждением по организации, проведению, методическому руководству и координации исследований в области аграрной экономики.
В институте функционируют 18 научных подразделений, в том числе 16 отделов и 2 центра. Пять научных структурных подразделений, находятся в других регионах России: Ставропольский отдел, Пензенский отдел, Северо-восточный отдел (г. Ижевск Удмуртской Республики), Орловский отдел и Белгородский филиал.
ВНИИЭСХ — школа научных кадров высшей квалификации. В настоящее время в институте работают 135 человек, в том числе 20 докторов наук (включая двух академиков и двух членов-корреспондентов Россельхозакадемии, 16 профессоров), 42 кандидата наук (из них 17 научных сотрудников имеют ученое звание доцента и старшего научного сотрудника). Три доктора наук имеют почетное звание «Заслуженный деятель науки Российской Федерации» и 2 научных сотрудника — почетное звание «Заслуженный экономист Удмуртской Республики».
В докторантуре, аспирантуре, группе соискателей проходят подготовку свыше 50 человек. За период деятельности НИИ в его диссертационных советах защищены более 1200 кандидатских и 160 докторских диссертаций. Сотни научных работников, прошедших научную школу института, возглавляют научные центры, крупные сельскохозяйственные организации и предприятия не только в Российской Федерации, но и в зарубежных странах.
Направления исследований: Аграрная политика в условиях многоукладной экономики и рынка Функционирование рынка на федеральном и региональном уровнях. Организационно-экономический механизм агропромышленного производства. Формирование и рациональное использование производственного потенциала. Научные основы управления. Социальное развитие села, формирование и использование трудовых ресурсов. Внешнеэкономическая деятельность в АПК. Информационное обеспечение АПК. По этим направлениям за три последних года выполнено и принято к внедрению свыше 10 научных разработок института по заданиям Россельхозакадемии, более 25 Минсельхоза России и свыше 20 по заданиям других ведомств федерального уровня, сельхозпредприятий и учреждений. Институт ведет теоретические и практические исследования по оценке предпринимательства (бизнеса) в научных организациях РАСХН, а также занимается практической оценкой недвижимости в АПК, в том числе земель сельскохозяйственного назначения.
Директор института — академик РАН Папцов Андрей Геннадьевич .